# Apollo 5
Apollo 5 (phóng ngày 22 tháng 1 năm 1968), còn gọi là AS-204, là chuyến bay đầu tiên và không có người lái của Mô-đun Mặt Trăng Apollo (LM), phi thuyền mà về sau đã đưa các phi hành gia lên bề mặt Mặt Trăng. Tên lửa Saturn IB mang theo LM cất cánh từ Mũi Kennedy vào ngày 22 tháng 1 năm 1968. Đây là một sứ mệnh thành công đối với NASA, mặc dù một nhiệm vụ thay thế cho kế hoạch ban đầu đã được triển khai do các vấn đề về lập trình.
Cũng như Apollo 4, chuyến bay này bị trì hoãn khá lâu, một phần là do những trở ngại trong quá trình phát triển LM do Grumman Aircraft sản xuất. Tên lửa Saturn IB ban đầu dùng để đưa LM đầu tiên (LM-1) lên vũ trụ đã bị tháo dỡ trong thời gian trì hoãn, và được thay thế bằng chiếc lẽ ra sẽ phóng Apollo 1 nếu vụ cháy tàu vũ trụ khiến ba phi hành gia thiệt mạng không xảy ra. LM-1 đến Trung tâm Vũ trụ Kennedy vào tháng 6 năm 1967, mở đầu nhiều tháng tiếp theo được dành ra cho việc thử nghiệm và lắp đặt LM lên trên Saturn IB. Sau những lần trì hoãn cuối cùng do sự cố thiết bị, quá trình đếm ngược bắt đầu vào ngày 21 tháng 1 năm 1968, và phương tiện vũ trụ đã được phóng vào ngày hôm sau.
Một khi phi thuyền đi vào quỹ đạo và LM tách ra khỏi tầng đẩy S-IVB, chương trình thử nghiệm trên quỹ đạo bắt đầu. Tuy nhiên, quá trình đốt cháy theo kế hoạch đã tự động bị hủy bỏ khi Apollo Guidance Computer (tạm dịch là "Máy tính Dẫn đường Apollo") phát hiện thấy tàu không đi nhanh như kế hoạch. Giám đốc Chuyến bay Gene Kranz và nhóm của ông tại Trung tâm Kiểm soát Sứ mệnh ở Houston nhanh chóng quyết định triển khai một nhiệm vụ thay thế, trong đó mục tiêu thử nghiệm LM-1 của nó đã được hoàn thành. Nhiệm vụ thành công đến mức một sứ mệnh không người lái thứ hai nhằm thử nghiệm LM đã bị hủy bỏ, thúc đẩy kế hoạch đưa phi hành gia hạ cánh lên Mặt Trăng vào cuối thập niên 1960 của NASA.

## Bối cảnh
Năm 1961, Tổng thống Hoa Kỳ John F. Kennedy kêu gọi nước Mỹ đưa phi hành gia lên Mặt Trăng trước khi kết thúc thập niên 1960 và mang người đó về lại Trái Đất an toàn. Sau khi trải qua cuộc tranh luận đáng kể, cuối năm 1962, NASA (cơ quan hàng không vũ trụ của chính phủ Hoa Kỳ) đã quyết định sử dụng chiến lược điểm hẹn quỹ đạo Mặt Trăng cho các sứ mệnh lên vệ tinh tự nhiên của Trái Đất, theo đó toàn bộ tàu vũ trụ Apollo sẽ được đẩy về quỹ đạo thiên thể này bằng tầng thứ ba của phương tiện phóng Saturn V (S-IVB). Một khi đã vào quỹ đạo, các phi hành gia trong nhóm hạ cánh sẽ bước vào Lunar Excursion Module (LEM) (sau gọi là Mô-đun Mặt Trăng). LM sau đó tách khỏi mô-đun chỉ huy và dịch vụ Apollo (CSM) để đáp xuống Mặt Trăng. Khi các phi hành gia sẵn sàng quay trở lại, họ bước vào LM, cho phi thuyền bay lên và ghép nối lại với CSM. Tiếp đó, họ sẽ loại bỏ mô-đun Mặt Trăng và quay về Trái Đất trên CSM. Năm 1962, NASA đã mời 11 công ty tham gia đấu thầu hợp đồng xây dựng LM. Ngày 7 tháng 11 năm 1962, NASA thông báo trao bản hợp đồng cho tập đoàn Grumman ở Bethpage, New York.

## Trì hoãn
Cũng như Apollo 4, đã có một số trì hoãn nghiêm trọng xảy ra đối với Apollo 5 mà nguyên nhân chính là do LM bị chậm tiến độ. Giám đốc Chương trình Apollo, Thiếu tướng Samuel C. Phillips ban đầu hy vọng rằng chuyến bay thử nghiệm không người lái của Mô-đun Mặt Trăng đầu tiên là LM-1 sẽ được phóng vào tháng 4 năm 1967. Với khoảng thời gian ước chừng sáu tháng để kiểm tra và thử nghiệm phương tiện, NASA đã yêu cầu Grumman vận chuyển LM-1 đến Trung tâm Vũ trụ Kennedy ở Florida trước tháng 9 năm 1966, nhưng do khó khăn trong việc sản xuất phương tiện này nên việc giao hàng liên tục bị trì hoãn. Khi AS-206, tên lửa Saturn IB dự định sẽ đưa LM-1 vào quỹ đạo, được dựng lên tại Tổ hợp Phóng 37 vào tháng 1 năm 1967, ngày giao hàng của LM-1 vẫn chưa được xác định. Sau vụ hỏa hoạn khiến phi hành đoàn Apollo 1 thiệt mạng vào tháng đó, phương tiện phóng AS-204 dự định dùng cho Apollo 1 đã được chuyển từ Tổ hợp Phóng 34 sang Tổ hợp Phóng 37 và thay thế chiếc AS-206. Công việc này được tiến hành vì AS-204 là chiếc Saturn IB cuối cùng có đầy đủ thiết bị nghiên cứu và phát triển, đồng thời, với tình trạng chuyến bay có người lái bị tạm dừng, NASA muốn sử dụng tầng đẩy đó cho chuyến bay đầu tiên của LM.
Do LM vẫn chưa sẵn sàng, Grumman đã cho làm một mô hình bằng ván ép tại Tổ hợp Phóng 37 để hỗ trợ kiểm tra cơ sở vật chất. Ngày 12 tháng 5 năm 1967, Giám đốc Chương trình Tàu vũ trụ Apollo là George M. Low thông báo tới trụ sở NASA về việc Grumman đã cam kết giao LM-1 vào ngày 28 tháng 6, mặc dù ông lưu ý mục tiêu này sẽ khó mà đạt được. Ngày 23 tháng 6, LM-1 đến Mũi Kennedy trên máy bay Super Guppy của Aero Spacelines, và các tầng được kết hợp với nhau bốn ngày sau đó. Một nhóm gồm 400 người dưới sự chỉ đạo của John J. Williams, một nhân vật kỳ cựu trong các hoạt động phóng cho cả hai chương trình Mercury và Gemini, đã kiểm tra những thông số kỹ thuật của LM-1, sau đó họ giám sát các kỹ thuật viên đã thử nghiệm và sửa đổi phương tiện của Grumman. Do rò rỉ trong tầng cất cánh (ascent stage) của LM, hai tầng đã bị tháo ra vào tháng 8. Sau khi chỗ rò rỉ được khắc phục và các tầng được liên kết lại, một vết rò rỉ khác phát triển và các tầng lại bị tách rời vào tháng 9. Trong khoảng thời gian này, Grumman đã tháo một số thiết bị ra để sửa chữa; các tầng được kết hợp lại một lần nữa vào tháng 10.
Tính đến ngày 6 tháng 9 năm 1967, Apollo 5 đã chậm trễ hơn khoảng 39 ngày so với kế hoạch được thiết lập hôm 18 tháng 7. Dù vậy, tất cả các vấn đề đã biết đều đang được giải quyết, ngoại trừ một số chỗ rò rỉ từ hệ thống đẩy. Ngày 18 tháng 11 năm 1967, Giám đốc Sứ mệnh William C. Schneider ban hành những quy định về phi vụ, giúp cho hầu hết các tài liệu sứ mệnh đều đã sẵn sàng. Hôm sau, LM-1 được ghép với tên lửa đẩy, và quá trình kiểm tra mức độ sẵn sàng của phương tiện vũ trụ đã hoàn thành vào tháng 12. Đầu tháng 1 năm 1968, văn phòng của Trưởng quản lý NASA James E. Webb thông báo rằng Apollo 5 sẽ được phóng sớm nhất là vào ngày 18 tháng 1 năm 1968. Các lỗi nhỏ như bộ lọc bị tắc nghẽn đã làm tăng thêm thời gian chậm trễ. Cuộc thử nghiệm trình diễn đếm ngược kết thúc vào ngày 19 tháng 1, và quá trình đếm ngược rút gọn dài 22 giờ bắt đầu vào ngày 21 tháng 1.

## Mục tiêu

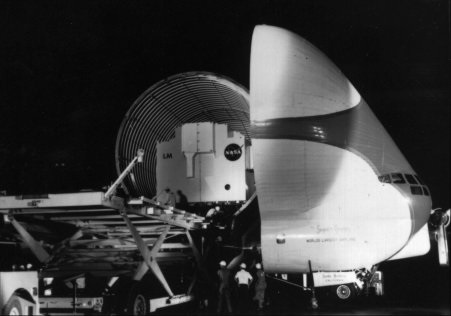
LM-1 được vận chuyển tới bởi máy bay Super Guppy, ngày 23 tháng 6 năm 1967

Mục tiêu của Apollo 5 là nhằm xác minh hoạt động của các hệ thống con LM. Trong chuyến bay, các động cơ cất cánh và hạ cánh sẽ được bật. NASA sẽ tiến hành một cuộc thử nghiệm "fire in the hole" để kiểm tra xem liệu tầng cất cánh có thể khởi động khi gắn vào tầng hạ cánh (descent stage) hay không. Quy trình này được sử dụng trên bề mặt Mặt Trăng và trong trường hợp việc hạ cánh xuống Mặt Trăng bị hủy bỏ. Cuộc thử nghiệm liên quan đến việc tắt tầng hạ cánh, chuyển quyền điều khiển và năng lượng sang tầng cất cánh, và khởi động động cơ cất cánh trong khi hai tầng vẫn đang được gắn vào nhau. Thuật ngữ "fire in the hole" bắt nguồn từ một câu cửa miệng trong ngành khai thác mỏ khi chất nổ sắp được sử dụng. Mục đích của cuộc thử nghiệm bổ sung là nhằm kiểm tra khả năng khởi động lại sau lần sử dụng đầu tiên của động cơ LM. Ngoài việc thử nghiệm các hệ thống LM, Apollo 5 còn phải thử nghiệm instrument unit trong cấu hình bay của Saturn V.

NASA ước tính rằng tầng cất cánh của LM-1 sẽ tồn tại trên quỹ đạo khoảng hai năm trước khi quay trở lại bầu khí quyển và tan rã, còn tầng hạ cánh là trong khoảng ba tuần.

## Trang thiết bị

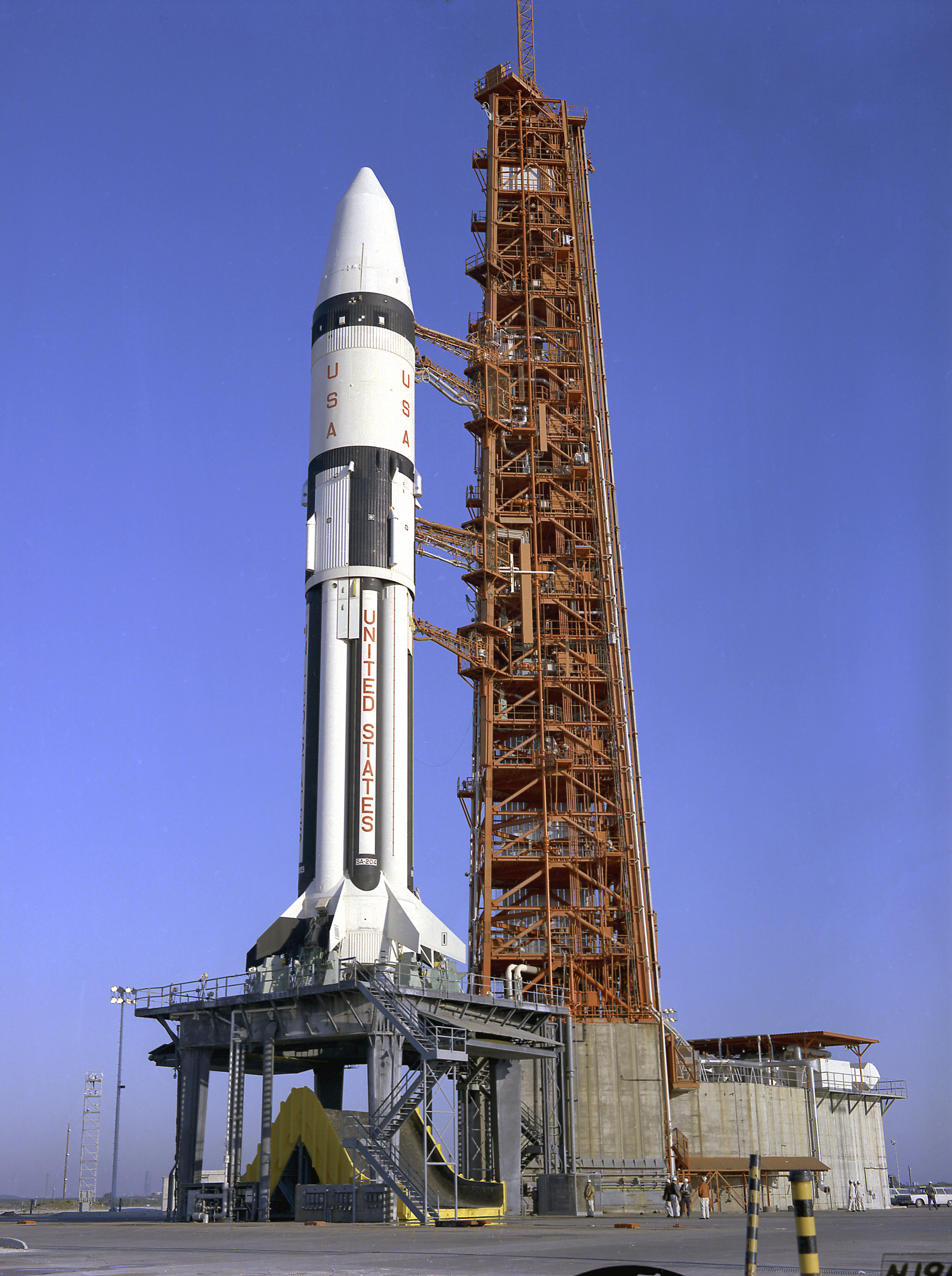
Tên lửa đẩy Saturn IB của Apollo 5 trên bệ phóng

Apollo 5 được phóng lên quỹ đạo bởi tên lửa đẩy Saturn IB (định danh SA-204R), vốn ban đầu được chỉ định cho Apollo 1. Trong lần đầu tiên đến Mũi Kennedy vào tháng 8 năm 1966, nó đã trải qua trận hỏa hoạn mà không bị tổn hại gì, và sau đó được kiểm tra các dấu hiệu ăn mòn hoặc hư hỏng. Trọng lượng đánh lửa của phương tiện phóng, bao gồm tàu vũ trụ và thuốc phóng, là 589.413 kilôgam (1.299.434 lb).
Phương tiện vũ trụ cho sứ mệnh này cao 55 mét (180 ft), nhưng lại có vẻ ngoài trông mập mạp do thiếu đi CSM cũng như hệ thống thoát hiểm khi phóng. Thay vào đó, LM được đặt trong adapter tàu vũ trụ-mô-đun Mặt Trăng (spacecraft-lunar module adapter, viết tắt là SLA) ở đầu tổ hợp phương tiện. SLA được đánh số là SLA-7, nằm ngay dưới nắp mũi (nose cap) trong tổ hợp và có bốn panel sẽ mở ra khi nắp mũi được đưa vào quỹ đạo, cho LM không gian để tách rời và di chuyển đi.
LM được định danh LM-1, là mô-đun Mặt Trăng Apollo đầu tiên sẵn sàng cho một chuyến bay. Để giảm trọng lượng và vì không cần thiết trong nhiệm vụ thử nghiệm, LM-1 không được trang bị chân hạ cánh.
Sau khi một trong các cửa sổ của LM-5 (sẽ bay ở nhiệm vụ Apollo 11) bị vỡ trong quá trình thử nghiệm vào tháng 12 năm 1967, NASA đã quyết định thay thế các cửa sổ của LM-1 bằng những tấm nhôm vì lo ngại chúng có thể bị hỏng khi bay. Do không có phi hành gia trên tàu nên LM-1 đã được cài đặt một bộ lập trình nhiệm vụ (mission programmer) để cho phép điều khiển phi thuyền từ xa. Không phải tất cả các hệ thống LM-1 đều được kích hoạt hoàn toàn cũng như được cung cấp đầy đủ vật tư tiêu hao: ví dụ, pin sơ cấp của LM-1 đã được xả một ít để tránh sự cố quá áp, và bình oxy cho hệ thống kiểm soát môi trường chỉ đầy một phần.

## Chuyến bay
Ngày 22 tháng 1 năm 1968, Apollo 5 cất cánh từ Tổ hợp Phóng 37B tại Trạm không quân Mũi Kennedy lúc 17:48:08 Giờ chuẩn miền Đông (22:48:08 UTC).  Tên lửa Saturn IB hoạt động một cách hoàn hảo, nó đã đưa tầng thứ hai và LM vào quỹ đạo 88 nhân 120 hải lý (163 nhân 222 km). Chóp hình nón (nose cone) bị vứt bỏ và sau 43 phút 52 giây, LM tách khỏi adapter của nó theo quỹ đạo 90 nhân 120 hải lý (167 nhân 222 km).
Sau hai vòng quỹ đạo, quá trình đốt cháy động cơ hạ cánh kéo dài 39 giây đầu tiên theo kế hoạch được bắt đầu, nhưng việc này đã bị hủy bỏ chỉ sau bốn giây bởi Máy tính Hướng dẫn Apollo vì nó phát hiện ra rằng tàu vũ trụ đang không đi nhanh như mong đợi. Sự việc này xảy ra do một trong các van của động cơ bị nghi ngờ có rò rỉ và không được kích hoạt cho đến khi động cơ đánh lửa trên quỹ đạo, nghĩa là nhiên liệu đẩy phải mất nhiều thời gian hơn để đến được động cơ, dẫn tới hiện tượng trễ. Các lập trình viên đã có thể điều chỉnh phần mềm để giải quyết vấn đề này, nhưng họ lại không được thông báo. Ngoài ra, việc các bể chứa chỉ đầy một nửa cũng góp phần khiến con tàu chạy chậm lại. Nếu sự cố này xảy ra trong một sứ mệnh có phi hành đoàn, các phi hành gia sẽ có thể phân tích tình hình và quyết định xem có nên khởi động lại động cơ hay không.

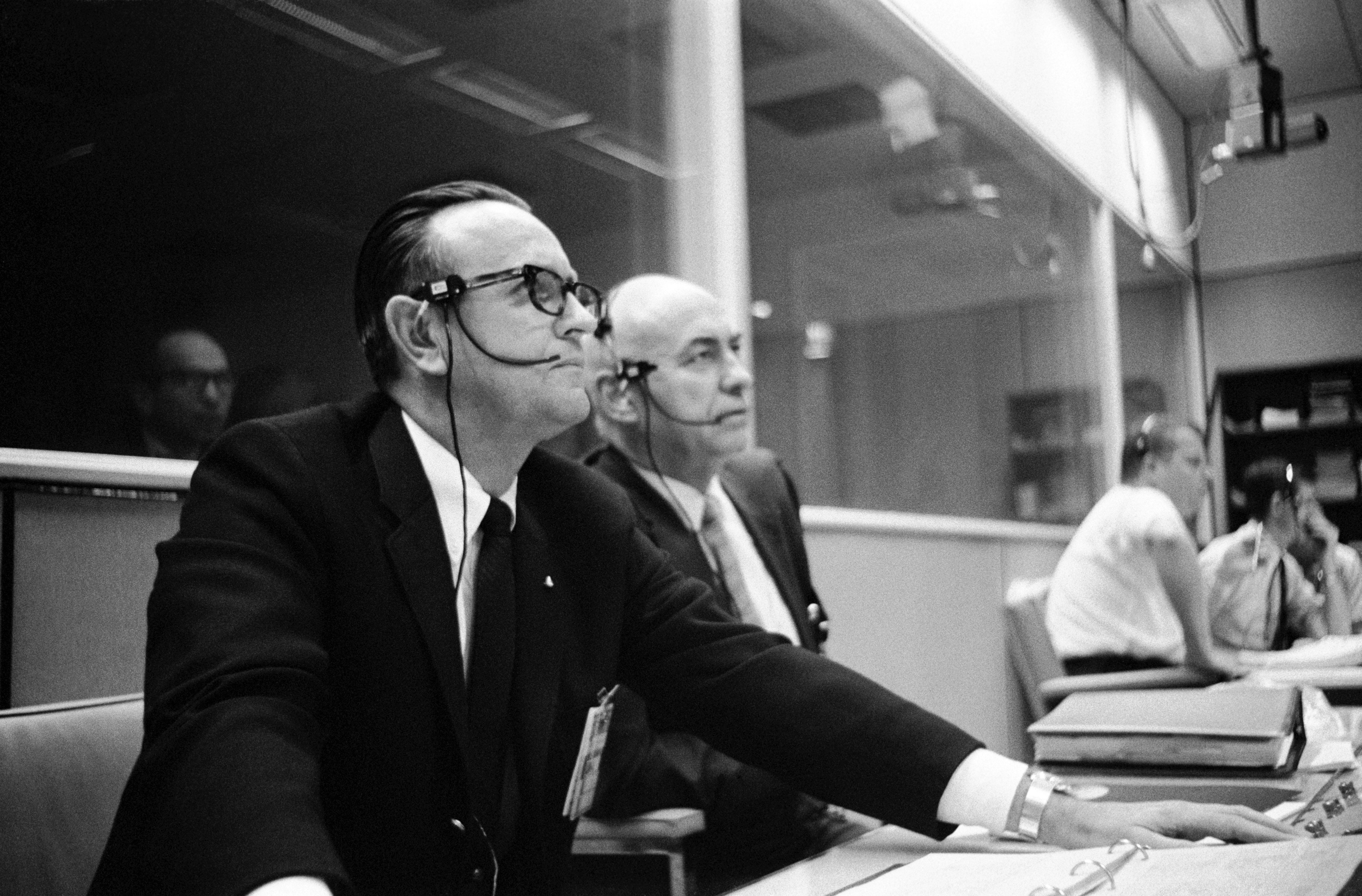
Giám đốc Điều hành Chuyến bay Christopher C. Kraft (trái) và Giám đốc Trung tâm Tàu vũ trụ có Người lái Robert R. Gilruth tại Trung tâm Kiểm soát Sứ mệnh trong nhiệm vụ Apollo 5.

Gene Kranz là giám đốc chuyến bay của Apollo 5. Với sự lãnh đạo của Kranz, Trung tâm Kiểm soát Sứ mệnh đã quyết định một kế hoạch nhằm tiến hành các cuộc thử nghiệm động cơ và "fire-in-the-hole" dưới sự điều khiển thủ công. Khi ấy, đã có sự cố liên lạc với tàu vũ trụ xảy ra, và nếu bỏ qua các cuộc thử nghiệm này thì đồng nghĩa với việc sứ mệnh đã thất bại. Mặc dù vậy, đội của Kranz vẫn hoàn thành mọi cú đốt cháy. Do một vấn đề với hệ thống hướng dẫn, tầng cất cánh bị mất kiểm soát sau 8 giờ thực hiện nhiệm vụ khi đã hoàn thành đốt cháy động cơ.
Các tầng được đặt trong một quỹ đạo đủ thấp để lực cản từ khí quyển sẽ sớm khiến quỹ đạo của chúng suy giảm và quay trở lại Trái Đất. Tầng cất cánh tái thâm nhập vào ngày 24 tháng 1 và cháy rụi, còn tầng hạ cánh trở lại vào ngày 12 tháng 2 và rơi xuống Thái Bình Dương, cách đảo Guam vài trăm dặm về phía tây nam. Các mô phỏng cho thấy tầng S-IVB của phương tiện phóng (1968-007B) đã tái thâm nhập sau khoảng 15,5 giờ bay.
Giám đốc Chương trình Tàu vũ trụ Apollo, George M. Low, nói rằng thành công của Apollo 5 "là do chúng tôi có phần cứng tốt; thực tế là chúng tôi có các đội điều hành bay xuất sắc dưới sự lãnh đạo tài ba của Gene Kranz". Bất chấp sự cố xảy ra trong quá trình đốt cháy động cơ hạ cánh, NASA vẫn coi sứ mệnh là một thành công trong việc trình diễn hệ thống LM, và chuyến bay thử nghiệm không người lái thứ hai sử dụng LM-2 đã bị hủy bỏ. LM bay cùng với phi hành đoàn lần đầu tiên trong nhiệm vụ Apollo 9 vào tháng 3 năm 1969.

### Trích dẫn
1. 1 2 3 4 5 6 7  “Apollo 5” [Apollo 5]. NASA Space Science Data Coordinated Archive. Truy cập ngày 26 tháng 9 năm 2016.
2. ↑  McDowell, Jonathan. “SATCAT”. Jonathan's Space Pages. Bản gốc lưu trữ ngày 12 tháng 7 năm 2021. Truy cập ngày 23 tháng 3 năm 2014.
3. ↑  “Apollo 11 Mission Overview” [Tổng quan sứ mệnh Apollo 11] (bằng tiếng Anh). NASA. 21 tháng 12 năm 2017. Truy cập ngày 14 tháng 2 năm 2019.
4. ↑  Orloff & Harland 2006, tr. 25–26.
5. ↑  Orloff & Harland 2006, tr. 26.
6. ↑  Benson & Faherty 1978, tr. 435.
7. ↑  Astronautics 1967, tr. 81.
8. ↑  LaPage, Andrew (25 tháng 5 năm 2018). “SA-206: The Odyssey of a Saturn IB” [SA-206: Cuộc phiêu lưu của một chiếc Saturn IB]. Drew ex Machina. Truy cập ngày 12 tháng 9 năm 2021.
9. 1 2 3 4 5 6  Orloff & Harland 2006, tr. 139.
10. ↑  Ertel và cộng sự, tr. 132.
11. 1 2 3 4  Brooks 1979, tr. 241.
12. ↑  Ertel và cộng sự, tr. 153–154.
13. 1 2 3  Brooks 1979, tr. 242.
14. ↑  Orloff & Harland 2006, tr. 140.
15. ↑  Press Kit, tr. 2–4.
16. 1 2  Kranz 2000, tr. 215.
17. ↑  Press Kit, tr. 2.
18. ↑  “The Apollo Missions: Technical breakthroughts” [Các sứ mệnh Apolllo: Những đột phá kỹ thuật] (bằng tiếng Anh). IBM. Truy cập ngày 23 tháng 6 năm 2024.
19. ↑  Press Kit, tr. 5.
20. ↑  Press Kit, tr. 20.
21. ↑  Press Kit, tr. 19.
22. ↑  “Apollo/Skylab ASTP and Shuttle Orbiter Major End Items” [Các hạng mục cuối quan trọng của Apollo/Skylab ASTP và tàu con thoi quỹ đạo] (PDF) (bằng tiếng Anh). NASA. tháng 3 năm 1978. tr. 10.
23. ↑  Press Kit, tr. 9–10.
24. 1 2 3  “50 Years Ago: The Apollo Lunar Module” [50 năm trước: Mô-đun Mặt Trăng Apollo] (bằng tiếng Anh). NASA. 24 tháng 1 năm 2018. Truy cập ngày 11 tháng 9 năm 2021.
25. ↑  Ertel và cộng sự, tr. 185, 190.
26. ↑  Press Kit, tr. 6.
27. ↑  Press Kit, tr. 10–11.
28. ↑  
Eyles, Don (6 tháng 2 năm 2004). Tales From The Lunar Module Guidance Computer [Những câu chuyện kể từ Máy tính Hướng dẫn của Mô-đun Mặt Trăng]. 27th annual Guidance and Control Conference. Breckenridge, Colorado: American Astronautical Society.
29. ↑  Kranz 2000, tr. 218–220.
30. ↑  Orloff & Harland 2006, tr. 142–143, 150.
31. ↑  Orloff & Harland 2006, tr. 142–144.
32. ↑  Evans, Ben (2010). Escaping the Bonds of Earth: The Fifties and the Sixties [Thoát khỏi sự ràng buộc của Trái Đất: Những năm 50 và 60] (bằng tiếng Anh). Springer. tr. 435. ISBN 9780387790930.
33. 1 2  Orloff & Harland 2006, tr. 143.
34. ↑  Orloff & Harland 2006, tr. 223.